# Roy Bottse
Roy Paul Bottse (14 januari 1951) is een Surinaamse voormalige atleet en militair, die tegenwoordig werkzaam is als advocaat in Curaçao. Als atleet legde hij zich toe op de 400 en 800 m.

## Biografie
Roy Bottse groeide op in Suriname en ging naar hetzelfde katholieke internaat als Desi Bouterse. In Nederland studeerde Bottse aan de Koninklijke Militaire Academie te Breda, waar hij als beste leerling van zijn jaargang afzwaaide. Tijdens zijn militaire loopbaan in Nederland kwam hij opnieuw zijn jeugdvriend Bouterse tegen, die ook een militaire loopbaan was begonnen.
Tijdens zijn studententijd was Bottse lid van de Utrechtse atletiekvereniging Phoenix. Bottse zou deelnemen aan de Olympische Spelen van 1972 in München (toenmalig West-Duitsland) op de atletiekonderdelen 400 en 800 m voor mannen. Kort voor het begin van de spelen gaf Roy Bottse aan, dat hij vond dat zijn vorm niet goed genoeg was om daar op een redelijk niveau te kunnen presteren, waarop het Surinaams Olympisch Comité zijn inschrijving introk. In de officiële resultaten van deze Olympische Spelen wordt nog wel zijn naam genoemd als Surinaams atleet.
Nadat Suriname in 1975 onafhankelijk was geworden keerde Roy Bottse terug naar Suriname, om als luitenant te dienen in de kort daarvoor opgerichte Surinaamse Krijgsmacht (SKM). Naar eigen zeggen werd hij in 1979 door kolonel Hans Valk gepolst of hij bereid was een staatsgreep te plegen. Toen Bottse en andere officieren hun medewerking weigerden te verlenen richtte Valk zich op de sergeanten, die uiteindelijk de Sergeantencoup zouden plegen.
Bij de Olympische Zomerspelen van 1976 in Montreal (Canada) kwam Roy Bottse uit op het onderdeel 800 m voor mannen. In de eerste ronde liep hij deze afstand in een tijd van 1.49,85, wat niet genoeg was om door te kunnen naar de volgende ronde. 
Na de staatsgreep vluchtte Bottse naar Nederland, om daar leiding te geven aan het Surinaamse verzet. Bottse was betrokken bij meerdere tegencoups, die alle mislukten. Tijdens de voorbereidingen van een van die tegencoups werd hij in Frans-Guyana geïnterviewd door een CNN-verslaggever. Door het militaire regime van zijn vroegere jeugdvriend Bouterse werd hij bij verstek tot vier jaar cel veroordeeld.
Roy Bottse is tegenwoordig woonachtig op Curaçao, waar hij in eerste instantie eigenaar was van een duikschool. Sinds het behalen van zijn meestertitel in de rechten is hij werkzaam als advocaat. Tijdens de Curaçaose Statenverkiezingen van 2016 was Bottse verkiesbaar voor de partij MAN.

## Persoonlijke records
| Onderdeel | Prestatie | Datum        | Plaats   |
| --------- | --------- | ------------ | -------- |
| 400 m     | 48,9      | 16 juni 1973 | Papendal |
| 800 m     | 1.49,85   | 23 juli 1976 | Montreal |

## Palmares

### 800 m
- 1976: 7e in serie OS - 1.49,85

## Onderscheidingen
- 1976: Surinaams sporter van het jaar